# Andrew Battel
Andrew Battel, né dans le comté de l'Essex vers 1565, est un voyageur anglais. 
Son récit durant son long séjour en Angola, captif des portugais, et ses voyages dans la région constituent des sources primaires essentielles pour la connaissance de l'histoire de cette région, en particulier son premier compte-rendu sur les Bangala et sa description détaillée de Loango.

## Biographie
Andrew Battel est né dans le comté de l'Essex vers 1565. 

### Brésil et Angola
Le 20 avril 1589, il embarque avec le capitaine Abraham Cocke pour Río de la Plata. Après un long et difficile voyage, ils atteignent l'embouchure du fleuve à l'automne. Mais tenaillés par la faim et les vents contraires, ils sont contraints de faire demi-tour et de naviguer le long de la côte du Brésil. Ils débarquent alors sur l'île de São Sebastião (le site actuel de Rio de Janeiro), où l'équipage se sépare. Battel et ses cinq compagnons d'infortune sont capturés par les Indiens de la rivière de Janeiro, et remis aux Portugais. Après quatre mois d'emprisonnement, il est transporté à Luanda, dans la colonie portugaise en Angola. Il est mis aux arrêts dans cette ville pendant quatre mois supplémentaires, et est ensuite envoyé à 150 miles jusqu'au fleuve Kwanza, confiné dans un fort.
Grâce à la mort du pilote portugais, il est utilisé pour le remplacer et prendre le gouvernail de la pinasse pour le retour à Luanda. Après une maladie de huit mois, Battel est envoyé par le gouverneur de Luanda, João de Mendonça Furtado, à Nzari, au Congo, dans une pinasse pour recueillir de l'ivoire, du blé, et de l'huile de palme. 
C'est un succès, et il continue à commercer pour le compte des portugais à Loango. Mais, en tentant de s'échapper sur un navire hollandais, il est jeté en prison pendant deux mois et exilé à Massangano, un fort portugais sur le fleuve Kwanza, à l'extrémité orientale de la colonie portugaise, où il passe six ans. Après une autre tentative d'évasion et un emprisonnement subséquent, il est enrôlé dans une force mixte composée de Portugais et d'autochtones et envoyé en expédition pour Ilambo. Dans cette campagne militaire, qui est un succès, Battel est grièvement blessé à la jambe.
Battel est par la suite employé dans des expéditions de commerce le long de la côte. Au cours de l'une d'entre elles, il est laissé en otage par les Portugais pendant deux mois avec les Gaga (qu'il appelle Jagas ou Imbangala). Équipé d'un fusil, et grâce à son adresse au tir, il gagne les faveurs de ses geoliers. Il donne un compte-rendu complet et saisissant des étranges coutumes et superstitions qu'il observe parmi eux, en particulier des sacrifices humains dont il est un témoin oculaire. Il réussit à rejoindre le site portugais de Massangano, et est fait sergent grâce à ses états de service. 
Selon certains Jésuites, l'accession au trône de Jacques I permet de restaurer la paix entre l'Angleterre et l'Espagne. Battel obtient alors le consentement du gouverneur pour son retour en Angleterre. La promesse n'ayant pas été respectée, Battel s'enfuit dans la forêt du Kasanze, une zone refuge au nord de Luanda, où il décide d'attendre un nouveau gouverneur.

### Loango
Tombant sur la pinasse d'un ancien compagnon de navigation, Battel débarque dans le port de Loango où, toujours grâce à son adresse au tir, il gagne les bonnes grâces du roi. 
À ce stade, le récit se termine par une description complète des différentes régions de Loango, de leurs caractéristiques naturelles, et les coutumes des habitants.

### Retour en Angleterre et postérité
Après trois années passées dans cette région, Battel retourne en Angleterre, ayant été absent dix-huit ans, et s'installe à Leigh-on-Sea dans l'Essex. 
La véracité de ses récits a été remise en question, mais ils ont été partiellement confirmés par le récit similaire de la région du Congo donné par le voyageur Duarte Lopes en 1591. L'écrivain Anglais Samuel Purchas parle de Battel comme son voisin, et témoigne de son intelligence et de son honnêteté. Il parle de lui comme vivant encore dans Pilgrimes, dont la première édition a été publiée en 1614.